# Crotalaria polyantha
Crotalaria polyantha är en ärtväxtart som beskrevs av Paul Hermann Wilhelm Taubert. Crotalaria polyantha ingår i släktet sunnhampor, och familjen ärtväxter. Inga underarter finns listade i Catalogue of Life.